# (5723) Hudson
(5723) Hudson ist ein Asteroid des Hauptgürtels, der am 6. September 1986 vom US-amerikanischen Astronomen Edward L. G. Bowell am Lowell-Observatorium (IAU-Code 046) in Flagstaff in Arizona entdeckt wurde.
Der Himmelskörper wurde am 9. September 1995 nach Raymond Scott Hudson (* 1959) benannt, der als Professor der Elektrotechnik an der Washington State University tätig ist.